# Asio flammeus suinda
Asio flammeus suinda, conocido comúnmente como lechuzón de campo en Argentina, suindá (del guaraní "suindá") en Paraguay, lechuzón de los pajonales lechuzón de pajonal en Uruguay o nuco en Chile; es una de las subespecies en que se divide la especie de ave rapaz nocturna Asio flammeus. Habita en sabanas, estepas, pastizales y matorrales en la mitad austral de América del Sur, desde el sur del Perú y sudeste de Brasil hasta el archipiélago de Tierra del Fuego.  

## Taxonomía
Descripción original
Este taxón fue descrito originalmente en el año 1817 por el ornitólogo francés Louis Pierre Vieillot, con el nombre científico de Strix suinda.
Localidad tipo
La localidad tipo referida es: “Paraguay y Río de la Plata”.
Etimología
Etimológicamente, el término subespecífico suinda refiere al nombre que se le aplica a este búho en idioma guaraní: suindá.

## Características
Es más pesado y grande que la subespecie correspondiente a las islas Malvinas (Asio flammeus sanfordi), la cual posee la longitud de la cuerda del ala entre  276 a 288 mm mientras que en esta va de 310 y 323 mm; el largo de la cola 141 a 155 mm.

## Distribución y hábitat

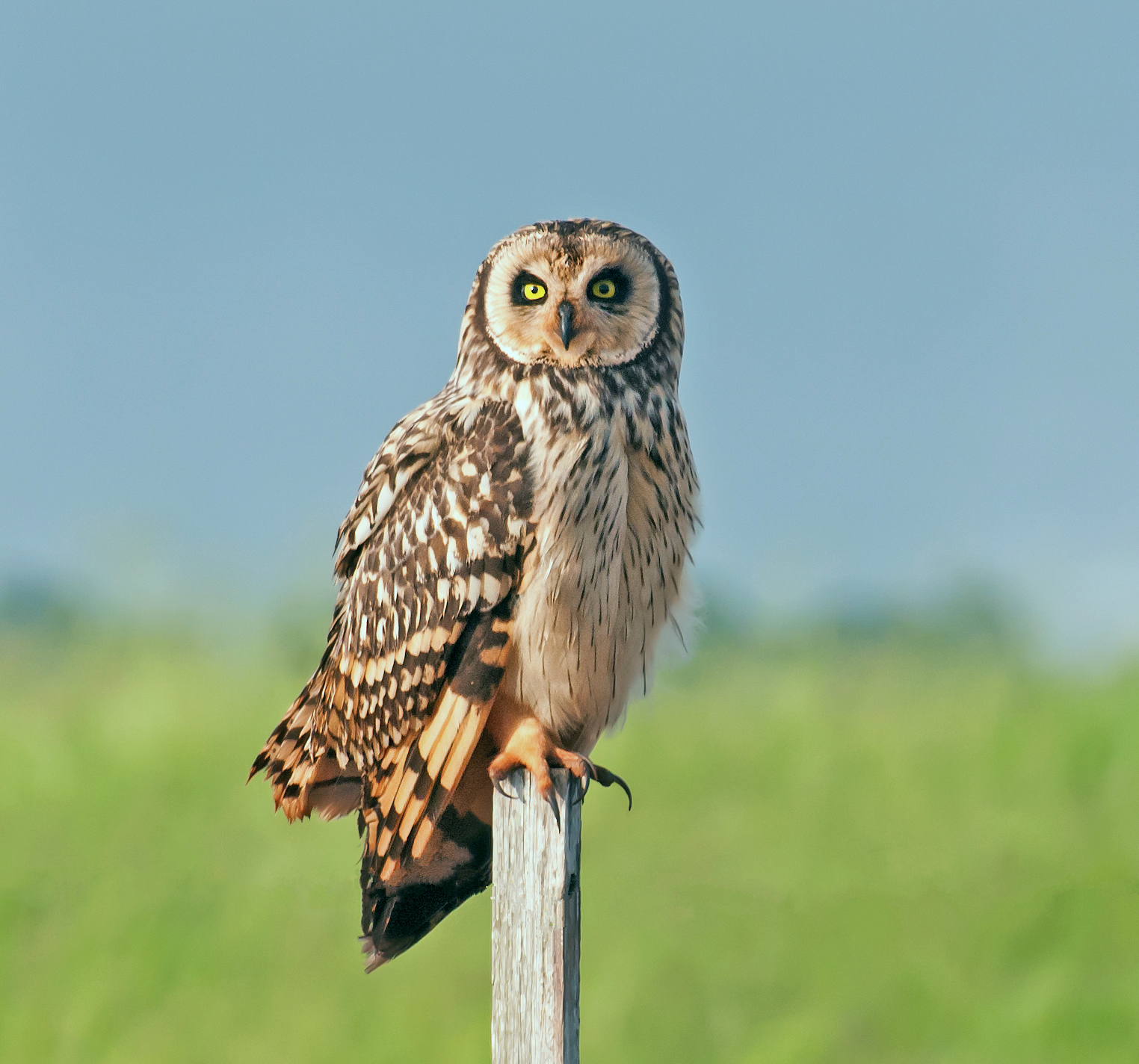
Un lechuzón de campo (Asio flammeus suinda) en la Fazenda Campo de Ouro, Pirajú, estado de São Paulo, Brasil.

Esta subespecie se distribuye en la mitad austral de América del Sur llegando por el sur hasta el archipiélago de Tierra del Fuego, comprendiendo el sur del Perú, el centro de Bolivia, Paraguay, el sudeste de Brasil, Uruguay, la Argentina y Chile, incluyendo el archipiélago Juan Fernández y otras islas australes pero no a las islas Malvinas donde es reemplazada por otra subespecie, endémica de ese archipiélago.
Este búho habita en áreas abiertas en sabanas, pastizales, humedales, estepas herbáceas y arbustivas y en agroecosistemas.

## Costumbres
Sus hábitos tróficos muestran un particular predisposición a predar sobre vertebrados de dos clases, una menor proporción le corresponde a las aves y una amplia dominancia representa la captura de mamíferos pequeños (roedores cricétidos y marsupiales didélfidos pequeños), desde minúsculas lauchas de 17 g hasta juveniles de conejo europeo (Oryctolagus cuniculus) de 334 g.
Nidifica en el suelo, entre grandes matas de pasto. La postura es de entre 5 y 7 huevos, los que son de color blanco.